# BRAINIEST 少年少女クイズ王No.1決定戦
『BRAINIEST 少年少女クイズ王No.1決定戦』（ブレイニスト しょうねんしょうじょクイズおうナンバーワンけっていせん）は、テレビ朝日で、2012年1月7日（土曜日）16:00 - 17:30（JST。『スペシャルサタデー』第3部）に放送された特別番組（子供向け視聴者参加型クイズ番組）である。

## 概要
世界20カ国で放送されている人気クイズ番組「BRAINIEST」の日本版。
全国の厳しい予選を勝ち抜いた天才小学生20人が、ニュースから国語・算数・理科・社会まで、幅広い知識を必要とするクイズ問題でしのぎを削る。
優勝者には、最も優れた頭脳をもつ「BRAINIEST KIDS」の称号が与えられる。
インターネット上で行われる1回戦を突破した約150人の小学生たちが、東京・大阪の2会場に分かれて2回戦に参加。
２回戦の成績上位者20人がテレビ朝日のスタジオで決勝大会に臨んだ。
決勝には四谷大塚や日能研など、大手進学塾で全国トップクラスの成績を誇る小学生たちが勢ぞろい。激しい頭脳バトルを繰り広げた。
また、大下は進行だけではなく、自身でクイズの出題も行ったため、単独での司会となった。

## 司会
- 大下容子（テレビ朝日アナウンサー）

## 出演者
全国から集まった天才小学生20人

## スタッフ
- 問題作成：仲野隆也、横山龍太、平和紘、佐藤允彦
- 構成：寺田智和、渡辺賢史
- TM：大島秀一
- TP：原田充
- TD：駒井譲
- SW：今川愛
- CAM：渡邉良平
- VE：東那美
- 音声：猪俣晃
- 照明：市川一弘
- PA：石渡洋志
- TK：丸山和子
- 音効：吉田達朗、井上竜一
- 美術：村竹良一、坂田敏治、中塚宏、小谷知輝
- 美術進行：吉居真夏
- 美術協力：テレビ朝日クリエイト
- 大道具：西村訓
- 電飾：青羽亮
- ＣＧエンジニア：滝沢拓哉
- モニター：安藤洋一
- 装飾：中尾信行
- 特殊効果：大野晃一
- EED：遠藤徳光
- MA：内藤憲司
- 技術協力：イマジカ、テイクシステムズ
- コンテンツビジネス：宮本博行、大渕恵
- 宣伝：谷俊之
- リサーチ：湯原圭介
- システムエンジニア：Jeffrey Bowman
- 制作スタッフ：森友豊、京極弘樹、酒井徳俊、大上琴与、橋野麻夏、河村尚香
- コーディネーター：内匠史典、Roxanna LI
- ディレクター：刈賀雅孝、陣川友裕、首藤恵太、照井有、森実高大、藤井雅彦、西村章吾、大西耕太
- チーフディレクター：高橋陽介
- プロデューサー：荒井祥之、小泉哲朗、山田裕司
- アソシエイトプロデューサー：Kate Sioftanou
- 協力：ソニー・ピクチャーズ エンタテインメント
- 制作協力：トップシーン
- 制作著作：テレビ朝日